# Un chaleco de acero
Un chaleco de acero (título original The Short-Timers) es una novela semiautobiográfica publicada en 1979 por el veterano Gustav Hasford, acerca de sus experiencias en la Guerra de Vietnam. Más tarde fue adaptado a la película Full Metal Jacket (1987) con un guion escrito por Hasford, Michael Herr y Stanley Kubrick. La novela de Hasford The Phantom Blooper: A Novel of Vietnam (1990) es la secuela de Un chaleco de acero. Un chaleco de acero estaba prevista para ser la primera entrega de la «Trilogía de Vietnam», pero Hasford murió poco después de completar su secuela y antes de escribir la tercera entrega.

## Argumento
El libro está dividido en tres secciones, redactados en estilos completamente diferentes de prosa, y sigue a James T. «Bufón» Davis a través de su alistamiento en el Cuerpo de Marines de los Estados Unidos y su despliegue en Vietnam.

### «The Spirit of the Bayonet»
«The Spirit of the Bayonet» relata el entrenamiento de Bufón como recluta, donde el instructor, el Sargento de Armas Gerheim, destruye el espíritu de los hombres y los convierte en asesinos brutales. Aquí, Bufón entabla amistad con dos reclutas conocidos como «Cowboy» y «Patoso». Este último, cuyo nombre real es Leonard Pratt, obtiene el odio de Gerheim y el resto del pelotón debido a su ineptitud y debilidad de carácter. Eventualmente mejora y consigue graduarse con honores, sin embargo el constante abuso causa daños en su mente. En un acto final de locura, mata a Gerheim y luego se suicida frente a todo el pelotón.

### «Body Count»
«Body Count» cuenta la vida de Bufón como corresponsal de guerra para los Marines en 1968. Mientras está en Da Nang se encuentra con Cowboy, quien es ahora asistente del líder de escuadrón en el Lusthog Squad. Tan pronto como la Ofensiva del Tet inicia, Bufón es enviado a Phu Bai con su fotógrafo, Rompetechos. Ahí, Bufón, acepta una ascenso de Cabo primero a Sargento, y los dos corresponsales viajan a Huế para cubrir las atrocidades causadas por el enemigo y reunirse con Cowboy. Durante una batalla, Bufón es «herido» (en realidad solo fue noqueado por la ráfaga de un RPG), entonces el libro entra en una secuencia de sueño psicodélica. Después de una recuperación rápida, Bufón se entera de que el comandante del pelotón falleció a causa de una granada aliada, y que el líder de escuadrón enloqueció y atacó una posición de la EVN solo para terminar, igualmente, muerto. Después, Bufón y Rompetechos luchan contra un francotirador, culpable de asesinar a otro Marine y a todo un escuadrón; la batalla concluye con la primera muerte confirmada de Rompetechos y con Cowboy levemente herido. Mientras Bufón y Rompetechos regresan a su base, Rompetechos entra en pánico y va al encuentro de un tanque, el cual lo aplasta fatalmente. Bufón es reasignado al escuadrón de Cowboy como fusilero, como castigo por utilizar un botón con el símbolo de la paz.

### «Grunts»
«Grunts» se sitúa en una misión a través de la jungla junto al escuadrón de Cowboy, en las afueras de Khe Sanh. Encuentran a otro francotirador allí, tres hombres son heridos en múltiples ocasiones. Después de que el comandante de la compañía enloquezca y comience a balbucear sin sentido por la radio, Cowboy decide replegar al escuadrón y retirarse, salvando a los heridos mientras escapan. Pedazo de Animal, el artillero del escuadrón, amenaza de muerte a Cowboy y se rehúsa a retirarse. Dejando a Bufón como líder del escuadrón, Cowboy se adentra y mata a cada víctima con un disparo en la cabeza. Sin embargo, es herido repetidamente en el proceso y, antes de poder matarse, el francotirador le quita el arma de la mano. Dándose cuenta de su deber para con Cowboy y el escuadrón, Bufón mata Cowboy y guía al resto de los hombres fuera.

## «Short-timer», «lifer», «POG»
Bufón y sus compañeros marines se refieren al personal militar de distintas maneras. Un «short», o «short-timer», es aquel que está cerca del final de su período de servicio en Vietnam, usualmente trece meses para los marines y doce en otros servicios armados. Los «lifers» no son necesariamente distinguidos por su tiempo en servicio, sino por su actitud hacia los de menor rango. (Bufón los describe así: «Un lifer es cualquiera que abuse de la autoridad que no merece tener. Hay plenitud de civiles lifers».) Finalmente, los «POG» son marines que se ocupan de cargos que no tienen que ver con el combate (cocineros, mecánicos, etc.); son objeto de burla entre las tropas del frente, y viceversa.

## Adaptación cinematográfica
Hasford, Michael Herr, y Stanley Kubrick adaptaron la novela a la película Full Metal Jacket (1987).
La película reproduce fielmente la primera sección de la novela, «The Spirit of the Bayonet», solo con diferencias menores en cuanto a hechos y nombres. La diferencia más profunda es que, en el libro, cuando Patoso mata al sargento de artillería Gerheim (llamado Hartman en la película), este último le dice al primero: «Estoy orgulloso [de ti]», antes de morir, satisfecho de haber transformado a Patoso en un asesino.
La segunda parte de la película combina el diálogo y la trama de «Body Count» y «Grunts». Por ejemplo, el combate en la película tiene lugar en Huế, y el pelotón sí derriba a un francotirador, a pesar de que la secuencia mostrada tiene mayor semblanza con la batalla en «Grunts».
Una cantidad importante de secuencias son omitidas de la película; por ejemplo, un encuentro previo entre Bufón y su escuadrón en el cine, la matanza de ratas en el campo por Bufón y sus amigos mientras Rompetechos observa la conversión de Rompetechos al canibalismo, una descripción sobre un tanque arrollando a una chica y a un búfalo, un flashback revelando los orígenes de Rompetechos (su nombre verdadero es Lance Corporal Compton). En el libro, Rompetechos es asesinado por un tanque al correr hacia este, y Bufón es degradado a «grunt» (fusilero básico) por utilizar un botón con símbolo de paz.
Adicionalmente, la adaptación cinematográfica cambia los nombres de algunos personajes y omite a otros, varios «lifers» (el capitán January, el mayor Lynch, y el general Motors) fueron olvidados o se fusionaron en un solo personaje; el raso Leonard Pratt se llama Leonard Lawrence en el film; Gerheim en el libro se convierte en Hartman en el largometraje; y el personaje de Alice fue renombrado y alterado levemente para convertirse en Ébano en la cinta. En adición a las divergencias entre el libro, en la producción cinematográfica T.H.E. Rock no muere, y Crazy Earl muere por una trampa cazabobos. Otros personajes del libro como Daytona Dave, Chili Vendor y Míster Payback aparecen brevemente durante la Ofensiva del Tet, pero en el libro Daytona Dave es descrito como un surfista de California, mientras que en el filme es interpretado por un afroamericano.

## Descontinuados
De acuerdo al sitio web de Gustav Hasford, el cual es mantenido por su primo, Jason Aaron, Un chaleco de acero, The Phantom Blooper: A Novel of Vietnam, y el tercer y último libro completado de Hasford, una novela de detectives titulada A Gypsy Good Time (1992), han dejado de imprimirse actualmente. Los textos de las dos novelas de guerra y un fragmento de A Gypsy Good Time estuvieron disponibles públicamente en sitio web durante al menos una década, pero desde entonces el sitio ha sido rediseñado, y Aaron, quien dirige el sitio, ha declarado que posiblemente no volverá a publicar la novela allí.